# استیکس (اسطوره)
برای معانی دیگر واژهٔ استیکس به استیکس رجوع نمایید.
استوکس یا استیکس (به یونانی: Στύξ) در اساطیر یونانی استوکس نام یک الهه و همچنین رودخانه‌ای است که مرز بین زمین و جهان زیرین است. رودخانه‌های آخرون، کوکوتوس، لته، فلگتون و استوکس همه در مرکز جهان زیرین در یک مرداب بزرگ به هم می‌رسند که گاهی آن هم استوکس خوانده می‌شود. بنا به گفته هرودوت استوکس از نزدیکی فنوس سرچشمه می‌گیرد.
استوکس همچنین نام الهه‌ای با ریشه‌های پیشاتاریخی در اسطوره‌های یونان است که الهه بزرگ‌ترین رود هادس است. او مانند بیش‌تر رودها فرزند اوکئانوس و تتوس بود. با پالاس ازدواج کرد و صاحب چهار فرزند به نام‌های زلوس، نیکه، کراتوس و بیا شد. در جنگ تیتان‌ها با زئوس، فرزندان خود را به یاری زئوس فرستاد. زئوس نیز در برابر این خدمت فرزندان او را نزد خود نگاه داشت و مقرر کرد سوگندی که با آب استوکس از طرف خدایان یاد گردد، هرگز نباید شکسته شود.